# Vägspröding
Vägspröding (Psathyrella prona) är en svampart. Vägspröding ingår i släktet Psathyrella och familjen Psathyrellaceae.  Arten är reproducerande i Sverige.

## Underarter
Arten delas in i följande underarter:
- orbitarum
- cana
- prona